# CATIA
CATIA（キャティア）とは、ダッソー・システムズが開発したハイエンド3次元CADソフトシリーズである。名称はComputer graphics Aided Three dimensional Interactive Applicationの頭文字である。

## 概要
開発元はグループ・ダッソーの一員でフランス最大のソフトウェア会社である。
- CATIA V1.V2.V3.V4

1981年のダッソー・システムズ社創立以来の製品である。
リリース以来プラットフォームをIBMメインフレームからUNIXワークステーションと変えながら四半世紀以上を生き永らえており、CAD、特に競争の激しいハイエンド3次元CADソフトとしてCATIA V4は1993年発売と古く、またWindows非対応にもかかわらず、現在でも世界各国の大企業で利用・併用使用される比類のない長寿製品である。
もともとは、ダッソー・アビアシオン（Dassault Aviation）の製品である航空機（戦闘機・ビジネスジェット等）の設計用に開発されてきたが、現在では、エアロ・スペースの分野以外の民生需要も多く、国内外ともに多くの自動車メーカーや、重工業メーカーなどで使用されている。
- 極めて大規模、高機能なソフトであるため、複雑で大規模なアッセンブリの設計・開発を必要とする顧客が多い。
- 操作的には3Dの元となる2D形状作成はMICRO CADAM Helix Design & Draftingと類似しており、これを押し出したり、厚みをつけ3D化する。
- 基本的にエクスプリシット（履歴編集ができない）要素によってデータを構成するノンヒストリー3D-CADといってもよい。
- 拡張子は.model。
- 最終バージョンはCATIA V4R2.5。

- CATIA V5

同社がSolidWorks社を買収した後、1999年に発売されたのがCATIA V5である。
SolidWorks、PTC Creo Parametric、Autodesk Inventor、Solid Edge等と同様にほとんどの要素を、履歴・論理構造でパラメトリックに結びつけ、動的資産としての価値も高いデータを提供できるシステムに変貌し、OSは主役がWindows版に変った。
CATIA V4とCATIA V5はデータの互換性や機能上の連携もなく、機能や操作性も全く異なり、別のソフトウエアとして位置づけられている。CATIA V4（あるいは単にV4）、CATIA V5(同V5)と分別して呼ぶのが技術者同士では一般的である。
- 敢えてNURBS（NonUniform Rational B-Spline: 非一様有理Bスプライン）ではなく、NUPBS（NonUniform Polynomial B-Spline: 非一様多項式Bスプライン）による曲線定義を採用することにより、有理化による算術計算の重さを排している点も、独特である。
- 航空機や自動車、電器メーカーのように大規模なアッセンブリを扱うこともできるために、ENOVIAなどのPLMツール(PDM)と連携して利用されることも多い。
- 拡張子は.CATPart(部品)、.CATProduct(アセンブリ)、.CATDrawing(図面)。
- CATIA V1～V3のデータは全く開くことができないが、オプションによりV4データをVIEWERとして見ることは可能。
- 最新バージョンはCATIA  V5-6R2022 (旧称はV5R32)。

- CATIA V6

2008年にはSOAに対応してアーキテクチャーとしてPDM (ENOVIA)と統合されて、チーム設計やコンカレント開発、マルチサイト開発の機能を強化したCATIA V6が発表されている。CATIA V5とV6にはデータの互換性があり、共存使用が可能である。2014年発表のR2014xから、V6の呼称が3DEXPERIENCE （3DEXP）に変更となった。
- 最新ヴァージョンは3DEXPERIENCE R2014x。

なお1981年のダッソー・システムズの創設以来ずっと、CATIA V1-V4,V5,V6,ENOVIAなどダッソー・システムズ製品の販売活動やサポート・サービスについては、IBMが分担するアライアンス体制での提供であったが、2010年4月、IBMのソフトウェア事業部門の中でダッソー・システムズ製品を取扱う事業であったPLM事業部門が、ダッソー・システムズに売却された。

## 主要な機能
CATIA V4には、用途に合わせ、5つのモジュールが用意されている。
- CATIA V4 Application Architecture Solutions(CAA)
- CATIA V4 Manufacturing Solutions(MFG)
- CATIA V4 Mechanical Design Solutions(MECH)
- CATIA V4 Analysis and Simulation Solutions(ANS)
- CATIA V4 Equipment and Systems Engineering Solutions(ESE)

CATIA V5のシステムは、標準構成とアドオンとの組み合わせで構成される。標準構成はパッケージと呼ばれる。
CATIA V5 プラットフォーム1 標準構成パッケージ
メカニカル・デザイン
- アセンブリー・デザイン1 (AS1)
- ファンクショナル・モールドパート 1 (FM1)
- パート・デザイン・フィーチャー・レコグニション 1 (FR1)
- 3Dファンクショナル・トレランシング&アノテーション1 (FT1)
- ジェネレーティブ・ドラフティング1 (GD1)
- ヒーリング・アシスタント1 (HA1)
- インタラクティブ・ドラフティング1 (ID1)
- 2D レイアウト for 3D デザイン 1 (LO1)
- パート・デザイン1 (PD1)
- シートメタル・プロダクション1 (SH1)
- シートメタル・デザイン1 (SM1)
- ストラクチャー・デザイン1 (SR1)
- ツーリング・デザイン 1 (TG1)
- ウェルド・デザイン1 (WD1)
- ワイヤーフレーム&サーフェス1 (WS1)

マシニング
- レース・マシニング1 (LG1)
- マニュファクチャリング・レビュー1 (NG1)
- プリズマティック・マシニング1 (PG1)
- STLラピッド・プロトタイピング1 (TL1)

プロダクト・シンセシス
- DMUナビゲーター1 (DN1)
- DMUディメンショニング&トレランシング・レビュー 1 (DT1)
- ナレッジ・エキスパート1 (KE1)
- プロダクト・ナレッジ・テンプレート1 (KT1)
- スペース・アナリシス1 (SP1)

シェイプ・デザイン＆スタイリング
- デベロップ・シェイプ 1 (DL1)
- フリースタイル・シェイパー1 (FS1)
- フリースタイル・スケッチ・トレーサー 1 (FSK)
- ジェネレーティブ・シェイプ・デザイン 1 (GS1)
- リアルタイム・レンダリング1 (RT1)

コンプリメンタリー
- CADAMドラフティング FOR V5 (CCD)

インフラストラクチャー
- COM1TO2エクステンション (C12)
- CADAMインターフェース1 (CC1)
- インスタント・コラボレーティブ・デザイン 1 (CD1)
- オブジェクト・マネージャー 1 (CO1)
- プロダクト・データ・フィルタリング 1 (DF1)
- ENOVIA VPM サプライチェーン・エンジニアリング・エクスチェンジ 1 (EW1)
- IGESインターフェース1 (IG1)
- PPR PDM ゲートウェイ 1 (PX1)
- STEPコア・インターフェース1 (ST1)
- V4 インテグレーション 1 (V41)

イクイップメント＆システム・エンジニアリング
- サーキット・ボード・デザイン 1 (CBD)
- エレクトリカル3Dデザイン&ドキュメンテーション 1 (EC1)
- プラント・レイアウト1 (PLO)
- システム・ラウティング1 (SRT)

アナリシス
- ジェネレーティブ・パート・ストラクチャル・アナリシス1 (GP1)

CATIA V5 プラットフォーム2 標準構成パッケージ
メカニカル・デザイン
- アセンブリー・デザイン2 (ASD)
- コア&キャビティー・デザイン2 (CCV)
- キャスト&フォージド・パート・オプティマイザー 2 (CFO)
- コンポジット・エンジニアリング 2 (CPE)
- コンポジット・デザイン for マニュファクチャリング 2 (CPM)
- ファンクショナル・モールドパート 2 (FMP)
- 3Dファンクショナル・トレランシング&アノテーション2 (FTA)
- ジェネレーティブ・ドラフティング2 (GDR)
- モールド・ツーリング・デザイン2 (MTD)
- パート・デザイン2 (PDG)
- シートメタル・デザイン2 (SMD)

マシニング
- アドバンス・マシニング2 (AMG)
- レース・マシニング2 (LMG)
- NCマシン・ツール・ビルダー 2 (MBG)
- マルチスライド・レース・マシニング2 (MLG)
- マルチ・アクシス・サーフェス・マシニング2 (MMG)
- プリズマティック・マシニング・プレパレーション・アシスタント2 (MPA)
- マルチポケット・マシニング2 (MPG)
- NCマシン・ツール・シミュレーション 2 (MSG)
- NCマニュファクチャリング・レビュー2 (NCG)
- NCマニュファクチャリング・ベリフィケーション2 (NVG)
- プリズマティック・マシニング2 (PMG)
- 3アクシス・サーフェス・マシニング2 (SMG)
- STLラピッド・プロトタイピング2 (STL)

プロダクト・シンセシス
- DMUエンジニアリング・アナリシス・レビュー2 (ANR)
- ビジネス・プロセス・ナレッジ・テンプレート2 (BK2)
- DMUナビゲーター2 (DMN)
- DMUオプティマイザー2 (DMO)
- DMU ファスニング・レビュー2 (FAR)
- DMUフィッティング・シミュレーター2 (FIT)
- フレックス・フィジカル・シミュレーション 2 (FLX)
- ヒューマン・アクティビティー・アナリシス2 (HAA)
- ヒューマン・ビルダー2 (HBR)
- ヒューマン・メジャメント・エディター2 (HME)
- ヒューマン・ポスチャー・アナリシス2 (HPA)
- DMUキネマティクス・シミュレーター2 (KIN)
- ナレッジ・アドバイザー2 (KWA)
- ナレッジ・エキスパート2 (KWE)
- プロダクト・エンジニアリング・オプティマイザー2 (PEO)
- プロダクト・ファンクション・ディフィニション2 (PFD)
- プロダクト・ナレッジ・テンプレート・デフィニション 2 (PKT)
- DMUスペース・アナリシス2 (SPA)
- DMUスペース・エンジニアリング・アシスタント2 (SPE)

シェイプ・デザイン＆スタイリング
- オートモーティブ・ボディ・イン・ホワイト・テンプレート 2 (ABT)
- デジタイズ・シェイプ・エディター2 (DSE)
- シェイプ・スカルター2 (DSS)
- フリースタイル・オプティマイザー2 (FSO)
- フリースタイル・プロファイラー2 (FSP)
- フリースタイル・シェイパー2 (FSS)
- ジェネレーティブ・シェイプ・デザイン2 (GSD)
- ジェネレーティブ・シェイプ・オプティマイザー2 (GSO)
- イマジン&シェイプ2 (IMA)
- フォト・スタジオ2 (PHS)
- フォト・スタジオ・オプティマイザー2 (PSO)
- クイック・サーフェス・リコンストラクション2 (QSR)
- リアリスティック・シェイプ・オプティマイザー 2 (RSO)
- リアルタイム・レンダリング2 (RTR)

インフラストラクチャー
- オブジェクト・マネージャー 2 (COM)
- ENOVIA VPM サプライチェーン・エンジニアリング・エクスチェンジ 2 (EWE)
- STRIM／STYLERTOCATIAインターフェース2 (STC)
- V4 インテグレーション 2 (V4I)

イクイップメント＆システム・エンジニアリング
- コンパートメント&アクセス2 (CNA)
- エレクトリカル・ケーブルウェイ・ラウティング2 (ECR)
- エレクトリカル・システム・ファンクショナル・ディフィニション2 (EFD)
- エレクトリカル・ハーネス・フラットニング2 (EHF)
- エレクトリカル・ハーネス・インストレーション2 (EHI)
- エレクトリカル・ライブラリー2 (ELB)
- エレクトリカル・コネクティビティ・ダイアグラム2 (ELD)
- イクイップメント・アレンジメント2 (EQT)
- エレクトリカル・ワイヤー・ラウティング2 (EWR)
- ハンガー・デザイン2 (HGR)
- HVACデザイン2 (HVA)
- HVACダイアグラム2 (HVD)
- パイピング&インストルメンテーション・ダイアグラム2 (PID)
- パイピング&デザイン2 (PIP)
- レースウェイ&コンジット・デザイン2 (RCD)
- シップ・ストラクチャー・ディテール・デザイン2 (SDD)
- システム・ダイアグラム2 (SDI)
- ストラクチャー・ファンクショナル・デザイン2 (SFD)
- システム・スペース・リザベーション2 (SSR)
- チュービング&デザイン2 (TUB)
- チュービング・ダイアグラム2 (TUD)
- ウェーブ・ガイド・デザイン2 (WAV)
- ウェーブ・ガイド・ダイアグラム2 (WGD)

アナリシス
- ELFINIストラクチャル・アナリシス2 (EST)
- FEMソリッド2 (FMD)
- FEMサーフェス2 (FMS)
- ジェネレーティブ・アセンブリー・ストラクチャル・アナリシス2 (GAS)
- ジェネレーティブ・ダイナミック・レスポンス・アナリシス2 (GDY)
- ジェネレーティブ・パート・ストラクチャル・アナリシス2 (GPS)

CATIA V5 プラットフォーム3 標準構成パッケージ
メカニカル・デザイン
- エアロスペース・シートメタル・デザイン 3 (ASL)
- コンポジット・デザイン 3 (CPD)

マシニング
- ビジネス・プロセス・ナレッジ・テンプレート 3 (BKT)

シェイプ・デザイン＆スタイリング
- オートモーティブ・ボディ・イン・ホワイト・ファスニング 3 (ABF)

インフラストラクチャー
- オブジェクト・マネージャー 3 (CO3)

アナリシス
- トレランス・アナリシス・オブ・デフォーマブル・アセンブリー 3 (TAA)

## 主な稼動OS
- Microsoft Windows 2000/Windows XP/Windows Vista(CATIA V5,V6)
- IBM AIX
- HP HP-UX
- SGI IRIX
- Sun Solaris

## CATIA関連ソフトウェア
- BPA
- ENOVIA VPM
- ENOVIA SmarTeam
- ENOVIA MatrixOne
- DELMIA
- SIMULIA
- 3DVIA Composer
- 3DLive

## 参照
1. ↑  https://www.3ds.com/support/news/single/3dexperience-v5-and-enoviavpm-support-on-windows-10-version-21h2/
2. ↑  ダッソー・システムズ、新しいプラットフォーム製品である3Dエクスペリエンス・プラットフォーム リリース 2014xを発表。国内では第2四半期以降に提供開始(プレスリリース)